# 河海大学
河海大学（かかいだいがく、Hohai University）は中華人民共和国江蘇省南京市鼓楼区に本部を置く水利工学を誇る国立大学である。略称は河海である。本校は中国政府の211プロジェクトに指定されている。
座標: 北緯32度03分32.06秒 東経118度45分14.69秒 / 北緯32.0589056度 東経118.7540806度

## 概要
河海大学の校長は、徐輝教授で、中国共産党書記は唐洪武教授である。

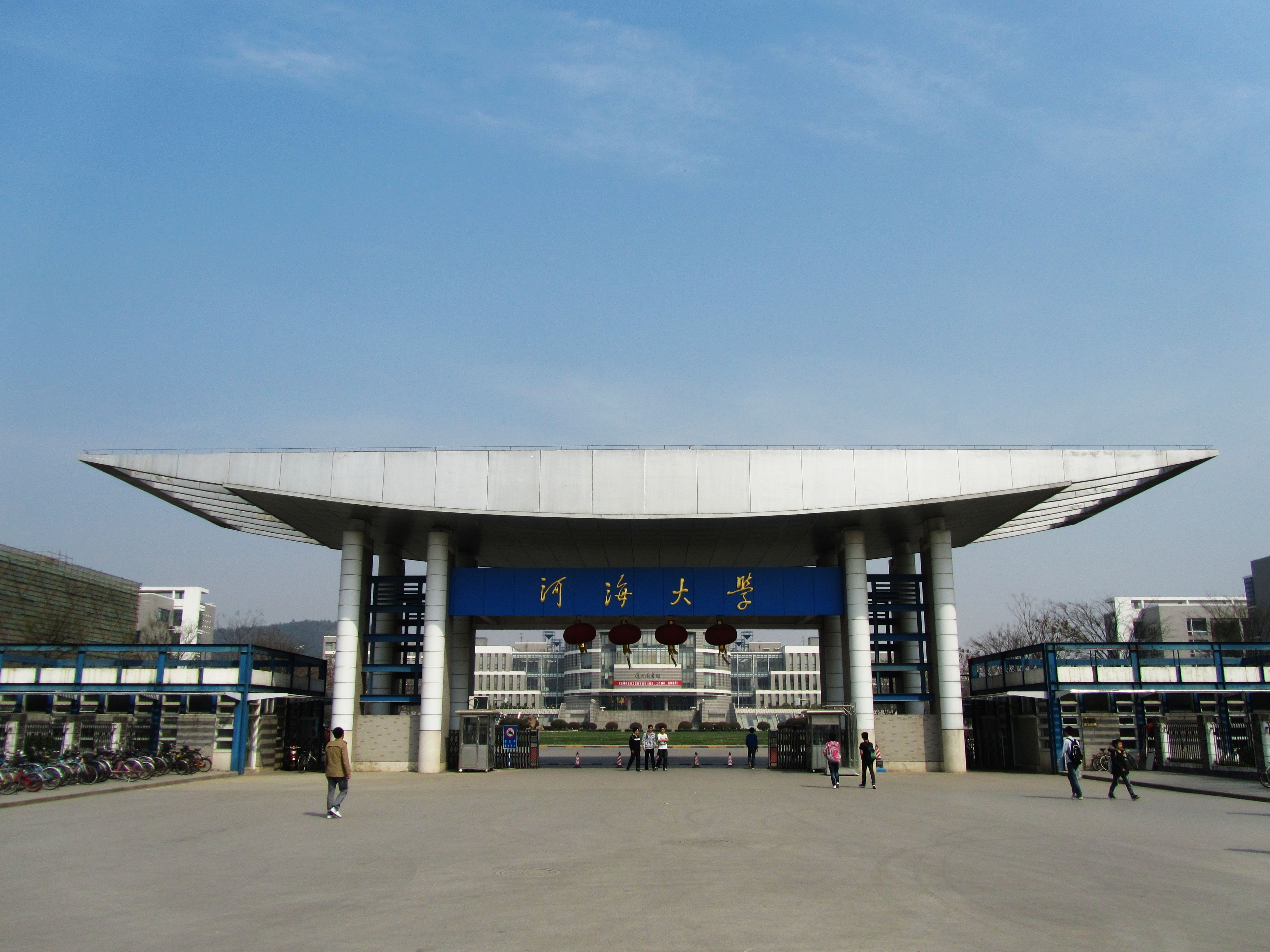
河海大学 江寧キャンパス

## 伝統と文化

### 校訓
艱難質素に実事を求め厳格を求め探索に励め。

### 校歌
河海には校歌があり、河海大学に改名してから、正式なものと確認された校歌ではないが、否定されていない。
歴史上校歌とされているものは、著名な文学家柳詒徴が作詞し、河海教師劉文海が作曲した。

河海工程専門学校校歌

鍾霊毓秀石頭城，人才蒸蔚起。

河疏湖蓄水利興，工学昌明時。

横流浩劫永断絶，拯救数兆黎。

大哉河海奔前程，毋負邦人期。

普下利物沐群生，智者惟楽水。

乘輦山行乗橇泥，祖述神禹績。

天下有溺猶己溺，此志毋稍馳。

大哉河海奔前程，毋負邦人期。

## 沿革

### 創立：1915年
1915年、救国思想の影響を受けて、水利の専門家である張謇和が、治水を専門とする高等学校（河海工程専門学校（培養水利を主要な専門とする高等学府）即ち河海大学の前身）を創立した。黄炎培を河海専門学校設立準備委員会主任とし、許肇南をまず校長とし、中国水利界公認の学校にして理論と実践で近代水利で最大の貢献をしていた李儀祉を教務主任とした。

### 中華民国時代：1915年－1949年
1924年：東南大学工科と河海工程専門学校が合併する。河海工科大学が設立され、茅以升が初代校長となる。
1927年6月：第四中山大学を合併する。
1928年2月：江蘇大学工学院土木系となる。
1928年5月：中央大学土木系水利組となる。
1937年6月：中央大学水利系となる。
1949年5月：南京大学水利系となる。

### 中華人民共和国成立以後：1949－
1952年：南京大学、交通大学、同済大学、浙江大学、華東水利専科学校水利系学科が合併し、「華東水利学院」を設立する。
1953年：厦門大学土木系水利技術建築専修科、山東農学院農田水利系、淮河水利学校水利工程専科を吸収合併する。
1955年：武漢大学水利学院水道海港系を吸収合併する。
1985年：「河海大学」を校名として復活させ、鄧小平が校名を書き掲げる。1995年、河海大学創立80周年記念式典に江沢民や李鵬、李嵐清、銭正英ら中国共産党や国家の指導的立場の人物が参列し、事業の発展を褒め称え希望を述べた。
2005年10月23日：創立90周年を祝い、温家宝首相が河海大学を視察し講演を行い「献身し実学を求め責任を負う」ことを求めた。

## 設置学院
- 水文水資源学院
- 水利水電学院
- 港口海岸・近海工程学院
- 土木・交通学院
- 環境学院
- 地球科学・工程学院
- 能源・電気学院
- 力学・材料学院
- 計算機・通信学院
- 商学院
- 公共管理学院
- 法学院
- 理学院
- 外国語学院
- 马克思主义学院
- 体育系
- 機電工程学院
- 物聯網工程學院
- 企業管理學院
- 大禹學院
- 文天学院  (獨立學院)

## 国家級研究機構

### 国家重点実験室
- 水文水資源・水利工程科学国家重点実験室

### 国家工程研究センター
- 水資源高度利用・工程安全国家工程研究センター（南京河海科技有限公司）

## 省部級研究機構

### 教育部重点実験室
- 浅水湖泊綜合治理・資源開発教育部重点実験室
- 海岸災害及防護教育部重点実験室
- 岩土力学・堤壩工程教育部重点実験室
- 南方地区高度灌排・農業水土環境教育部重点実験室

### 教育部工程研究センター
- 教育部城市環境・持続可能な発展連合研究センター（水資源・水利工程研究支部センター）
- 水利水電工程安全教育部工程研究センター
- 疏浚技術教育部工程研究センター
- 再生可能発電技術教育部工程研究センター

### 江蘇省重点実験室
- 江蘇省輸配電装備技術重点実験室

### 江蘇省工程研究センター
- 東部資源環境・持続発展研究センター
- 江蘇省循環経済工程センター
- 江蘇省水災害監控・決策支持系統工程センター
- 江蘇省交通基礎技術工程研究センター
- 江蘇省岩土工程技術工程研究センター
- 江蘇省環境友好型水泥基材料工程技術研究センター
- 江蘇省水資源・持続可能な発展研究センター

### その他省部級研究機構
- 水利部水利政策研究・培訓センター
- 水利部人力資源研究院
- 水利部水庫移民経済研究センター
- 水利部水工金属結構安全検測センター
- 水利部節水園区
- 水利経済研究所
- 南京土工合成材料工程技術研究センター

## 歴代校長
1952年以前の責任者を含む。
- 許肇南（中国語版） 1915.1.～1921.9. 河海工程専門学校校長（主任）
- 厳善坊（中国語版） 1921.12.～1922.3. 河海工程専門学校校長代行
- 沈祖偉（中国語版） 1922.2～1924.7. 河海工程専門学校副校長、校長
- 茅以升（中国語版） 1924.7.～1925.8. 河海工科大学校長
- 楊孝述（中国語版） 1925.8.～1927.6. 河海工科大学校長
- 劉寵光（中国語版） 1952.8.～1952.12. 華東水利学院計画委員会主任（兼）
- 銭正英（中国語版） 1952.12.～1955.3. 華東水利学院院長（兼）
- 馮仲雲（中国語版） 1955.3.～1958.3. 華東水利学院院長（兼）
- 厳愷（中国語版） 1958.3.～「文革」華東水利学院院長
- 梅冰（中国語版） 1969.10.～1972. 華東水利学院革命委員会主任（軍宣隊）
- 胡畏（中国語版） 1972.5.～1973.11. 華東水利学院革命委員会主任
- 厳愷（中国語版） 1973.11.～1979.7. 華東水利学院革命委員会主任
- 厳愷（中国語版） 1979.7.～1983.12. 華東水利学院院長
- 厳愷（中国語版） 1983.12.～1985.9. 華東水利学院名誉院長
- 左東啓（中国語版） 1983.12.～1985.9. 華東水利学院院長
- 厳愷（中国語版） 1985.9.～2006.5  河海大学名誉校長
- 左東啓（中国語版） 1985.9.～1986.12. 河海大学校長
- 梁瑞駒（中国語版） 1986.12.～1993.8. 河海大学校長
- 姜弘道（中国語版） 1993.8.～2003.4.　河海大学校長
- 張長寛（中国語版） 2003.4.～2009.2 河海大学校長
- 王乗（中国語版） 2009.2～2013.9 河海大学校長
- 徐輝（中国語版） 2013.9～至今 河海大学校長

## 有名な同窓生

### 教育界
| 姓名   | 簡述                                                                                     | 河海における状況                                                                              |
| ------ | ---------------------------------------------------------------------------------------- | --------------------------------------------------------------------------------------------- |
| 茅以升 | 原政協全国委員会副主席、中国科学院会員                                                   | 河海工科大学学長、教授                                                                        |
| 汪胡楨 | 建国後に華東水利部副部長や水利部顧問に任じられる。1955年に中国科学院筆頭会員に選出される | 1915年河海工程専門学校入学、1923年アメリカ合衆国修士号を取得した後に「河海」に戻り教官となる  |
| 徐芝綸 | 中国科学院会員                                                                           | 華東水利学院副院長、河海大学教授、博士課程教官                                                |
| 厳愷   | 中国科学院会員、中国工程院会員、メキシコ科学院外国人会員                                 | 華東水利学院院長、河海大学名誉学長、博士課程教官                                              |
| 黄文熙 | 中国科学院資深会員、清華大学教授                                                         | 1924-1929学生，1952-1956教授                                                                  |
| 汪聞韶 | 中国科学院資深会員、水利水電科学院高等技師                                               | 1938-1943学生                                                                                 |
| 文伏波 | 中国工程院会員、長江水利委員会技術委員会主任                                             | 1944-1949年学生                                                                               |
| 茆智   | 2003年中国工程院会員に選出される。河海大学招聘会員、博士課程教官                         | 1950年南京大学水利系入学（1952年華東水利学院（現河海大学）編入学）、1953年7月華東水利学院卒業 |
| 沈珠江 | 中国科学院会員、河海大学博士課程客員教官                                                 | 1951-1953年学生                                                                               |
| 陸佑楣 | 国家水電部副部長、能源部副部長、中国工程院会員                                           | 1948-1956年学生                                                                               |
| 梁瑞駒 | 中国水利水電科学研究院院長、現在中国水利水電科学研究院顧問                               | 1950-1993年，学生、教授、博士生導師、副学長、学長                                             |
| 呉中如 | 中国工程院会員、教授、博士生導師                                                         | 1979年から現在に至り教授、博士生導師                                                          |
| 鄭守仁 | 中国工程院会員、長江水利委員会総工程師                                                   | 1958-1963年学生                                                                               |
| 周本寛 | 1997年12月西南交通大学学長、大学共産党委員会副書記、2007年1月解任                        | 1970年華東水利学院（現河海大学）水港系卒業                                                    |
| 周創兵 | 武漢大学共産党委員会常任委員、副学長，教授、博士課程教官                                 | 1980年9月より1987年6月まで華東水利学院（現河海大学）本科在籍、修士課程学生                    |
| 張建雲 | 南京水利科学研究院院長、博士課程教官、2009年中国工程院会員に選出される                   | 1982年華東水利学院（現河海大学）本科卒業、1987年河海大学水文水資源専業研究生卒業              |
| 王超   | 河海大学環境学院院長、博士課程教官、2011年中国工程院会員に選出される                     | 1984年、1990年、1995年にそれぞれ河海大学本科、修士、博士を授与される                          |

### 政治界
| 姓名   | 公職成就 | 河海淵源                                                     |
| ------ | --- | ------------------------------------------------------------ |
| 沈沢民 | 中国共産党上海発起組13名成員之一                                                                                | 1916年考入河海工程専門学校                                   |
| 張聞天 | 原中央政治局常委                                                                                                | 1917年考入河海工程専門学校                                   |
| 馮仲雲 | 1958年後任水利部部長、水利電力部部長                                                                            | 1955-1958年兼任華東水利学院院長                              |
| 王鶴亭 | 原新疆維吾爾自治区人大常委会副主任                                                                              | 1933年畢業于中央大学土木系水利組                             |
| 銭正英 | 原政協全国委員会副主席、中国工程院院院士                                                                        | 1952-1955年華東水利学院首任校長                              |
| 馮友松 | 原遼寧省人大常委会副主任                                                                                        | 1949年畢業于南京大学土木水利系                               |
| 婁溥礼 | 1988年5月3日任水利部副部長                                                                                      | 1955年畢業于華東水利学院                                     |
| 何璟   | 1993年5月至1995年2月水利部副部長                                                                                | 1956年畢業于華東水利学院河川系水工専業                       |
| 朱爾明 | 原水利部総工程師、俄羅斯科学工程院外籍院士                                                                      | 1958-1963年学生                                              |
| 朱熹能 | 海軍後勤部副部長、少将                                                                                          | 1957-1962年学生                                              |
| 黎安田 | 原水利部長江水利委員会主任（副部長級）                                                                          | 1958-1963年学生                                              |
| 李京武 | 海軍工程設計研究局、少将                                                                                        | 1961-1966年学生                                              |
| 張曄   | 原南京市政協主席                                                                                                | 1959-1964年学生                                              |
| 王守強 | 1989年8月至1993年2月任水利部副部長                                                                              | 1962年畢業于華東水利学院河川系水工専業                       |
| 汪峡   | 原山東省政協副主席                                                                                              | 1964年畢業于華東水利学院河川枢紐及水電站水工建築専業         |
| 楊進国 | 1999年7月至2000年8月任武警水電指揮部副政治委員、武警少将                                                        | 1963年考入華東水利学院（河川系）                             |
| 索麗生 | 2001年6月至2007年任水利部副部長、部科技委主任。2004年12月当選民盟中央副主席。2006年3月任全国政協副秘書長        | 1961-1966年，1978-1981年学生；歴任院長、副校長               |
| 周保志 | 2001年5月水利部長江水利委員会党組書記（副部長級）、副主任，2004年7月至2005年5月13日任水利部党組成員（副部長級） | 華東水利学院水利工程専業畢業                                 |
| 張基堯 | 原国務院南水北調弁公室主任、水利部副部長兼黄河水浪底工程建管局局長                                              | 1962-1967年学生                                              |
| 金忠青 | 1997年4月江蘇省人民政府副省長                                                                                   | 1962-1967年学生，1978-1997年研究生、教授、博士生導師、副校長 |
| 梅錦煜 | 2002年8月1日被授予少将警銜                                                                                      | 1968年畢業于華東水利学院水工専業                             |
| 翟浩輝 | 2000年1月至2007年2月任水利部副部長                                                                              | 1965-1970年学生，華東水利学院水道及港口水工建築専業畢業      |
| 厳以新 | 2007年12月至今為致公党中央副主席，2008年3月任十一届全国人大常委、教育科学文化衛生委員会委員                     | 1974-1981年学生，歴任講師、副教授、教授、博士生導師、副校長  |
| 張世英 | 現任海軍後勤部副部長、少将                                                                                      | 1975年畢業于華東水利学院軍港建築専業                         |
| 胡四一 | 2005年任水利部副部長                                                                                            | 1974-1978年学生                                              |
| 周英   | 2005年5月起任水利部党組成員、副部長                                                                             | 1998年起就読河海大学水利工程領域工程碩士                     |
| 王野平 | 2006年5月任国家電力監管委員会党組成員、副主席                                                                   | 畢業生                                                       |
| 呉存栄 | 2011年10月起任中共安徽省委常委（副省級）                                                                        | 1982-1985年学生                                              |

### 企業界
| 姓名   | 公職成就                                                            | 河海淵源                                         |
| ------ | ------------------------------------------------------------------- | ------------------------------------------------ |
| 周大兵 | 2002年12月出任中国国電集団公司党組書記、総経理等職務，2008年4月離任 | 1968年畢業于華東水利学院河川系水電站動力装置専業 |
| 曹広晶 | 2010年2月被任命為中国三峡集団公司董事長、党組書記                   | 1985年畢業于華東水利学院港口及航道工程専業       |
| 施洪祥 | 国家開発投資公司副総裁、党組成員                                    | 畢業于華東水利学院                               |
| 周海江 | 紅豆集団総裁                                                        | 1987年任教于河海大学                             |
| 李新宇 | 湖南拓維信息集団総裁                                                | 1988年畢業于河海大学応用計算機専業               |
| 段紅飈 | 南京新華海電子集団公司董事長                                        | 1986-1990年就読于河海大学計算機系                |

## 日本における協定校
- 中央大学
- 関西大学
- 長岡技術科学大学